# 30 Batalion Celny
30 Batalion Celny – jednostka organizacyjna formacji granicznych II Rzeczypospolitej.

## Formowanie i zmiany organizacyjne
Na podstawie rozkazu Ministra Spraw Wojskowych L.7300/Mob. z dnia 9 czerwca 1921 w miejsce batalionów etapowych utworzone zostały bataliony celne. 30 batalion celny powstał w obszarze 2 Armii, a zorganizowano go na bazie I/I i V/I batalionu etapowego. Etat batalionu wynosił 14 oficerów i 600 szeregowych. Podlegał Ministerstwu Spraw Wewnętrznych.
Mimo że batalion był w całym tego słowa znaczeniu oddziałem wojskowym, nie wchodził on w skład pokojowego etatu armii. Uniemożliwiało to uzupełnianie z normalnego poboru rekruta. Ministerstwo Spraw Wojskowych zarówno przy ich formowaniu, jak i uzupełnianiu przydzielało mu często żołnierzy podlegających zwolnieniu, oficerów rezerwy oraz szeregowców i oficerów zakwalifikowanych przez dowództwa okręgów generalnych jako nie nadających się do dalszej służby wojskowej.
W listopadzie 1921 Ministerstwo Spraw Wewnętrznych postanowiło powołać brygady celne. 30 batalion celny znalazł się w strukturze 9 Brygady Celnej. 
Od chwili powstania do marca 1922 sztab batalionu pozostawał w Krasnem, a już 1 kwietnia 1922 stacjonował w Radoszkowiczach. W Radoszkowiczach funkcjonował do rozwiązania, czyli do jesieni 1922.
Wykonując postanowienia uchwały Rady Ministrów z 23 maja 1922, Minister Spraw Wewnętrznych rozkazem z 9 listopada 1922 zmienił nazwę „Baony Celne” na „Straż Graniczna”. Wprowadził jednocześnie w formacji nową organizację wewnętrzną. 30 batalion celny przemianowany został na 30 batalion Straży Granicznej.

## Służba celna
Odcinek batalionowy podzielony był na cztery pododcinki, które obsadzały kompanie wystawiające posterunki i patrole. Posterunki wystawiano wzdłuż linii granicznej w taki sposób, by mogły się nawzajem widzieć w dzień. W tym zakresie batalion współpracował z posterunkami i patrolami Policji Państwowej. Współpraca polegała na tym, że te pierwsze wystawiały wzdłuż linii granicznej stale posterunki i patrole, natomiast policja tworzyła je w głębi strefy, poza linią graniczną. W zakresie ochrony granicy batalion podlegał staroście.
Sąsiednie bataliony
- 32 batalion celny ⇔ 31 batalion celny – IX 1921
- 32 batalion celny ⇔ 44 batalion celny – XII 1921[11]

## Kadra batalionu
Dowódcy batalionu
| stopień | imię i nazwisko   | okres pełnienia służby | kolejne stanowisko  |
| ------- | ----------------- | ---------------------- | ------------------- |
| mjr     | Karol Baczyński   | IX 1921 – III 1922     |                     |
| rtm.    | Zygmunt Sosnowski | od IX 1922             | dowódca 30 baonu SG |

## Struktura organizacyjna
| Ordre de Bataille 30 batalionu celnego w Krasnem nad Uszą na dzień 1 marca 1922 | Ordre de Bataille 30 batalionu celnego w Krasnem nad Uszą na dzień 1 marca 1922 | Ordre de Bataille 30 batalionu celnego w Krasnem nad Uszą na dzień 1 marca 1922 | Ordre de Bataille 30 batalionu celnego w Krasnem nad Uszą na dzień 1 marca 1922 | Ordre de Bataille 30 batalionu celnego w Krasnem nad Uszą na dzień 1 marca 1922 |
| ------------------------------------------------------------------------------- | ------------------------------------------------------------------------------- | ------------------------------------------------------------------------------- | ------------------------------------------------------------------------------- | ------------------------------------------------------------------------------- |
| kompania                                                                        | 1. Lipienie                                                                     | 2. Bućki                                                                        | 3. Radoszkowice                                                                 | 4. Plebania                                                                     |
| OdeB 30 batalionu celnego w Radoszkowicach na dzień 1 czerwca 1922              |                                                                                 |                                                                                 |                                                                                 |                                                                                 |
| kompania                                                                        | 1. Lipienie                                                                     | 2. Baturyn                                                                      | 3. Radoszkowice                                                                 | 4. Radoszkowice                                                                 |